# Região Geográfica Intermediária de Tefé
A Região Geográfica Intermediária de Tefé é uma das quatro regiões intermediárias do estado brasileiro do Amazonas e uma das 134 regiões intermediárias do Brasil, criadas pelo Instituto Brasileiro de Geografia e Estatística (IBGE) em 2017. É composta por 21 municípios, distribuídos em três regiões geográficas imediatas.
Sua população total estimada pelo Instituto Brasileiro de Geografia e Estatística (IBGE) para 1º de julho de 2018 é de 510 328 habitantes, distribuídos em uma área total de 438 430,615 km².
Tabatinga é o município mais populoso da região intermediária, com 64 488 habitantes, de acordo com estimativas de 2018 do Instituto Brasileiro de Geografia e Estatística (IBGE).

## Regiões geográficas imediatas
| Região geográfica imediata | Municípios                                                                                                | População Estimativa 2018 | Área (km²)  |
| -------------------------- | --- | ------------------------- | ----------- |
| Tabatinga                  | Amaturá Atalaia do Norte Benjamin Constant Santo Antônio do Içá São Paulo de Olivença Tabatinga Tonantins | 216 369                   | 131 622,195 |
| Tefé                       | Alvarães Carauari Fonte Boa Japurá Juruá Jutaí Maraã Tefé Uarini                                          | 186 214                   | 239 382,443 |
| Eirunepé                   | Eirunepé Envira Guajará Ipixuna Itamarati                                                                 | 107 745                   | 67 425,977  |
| Total                      | 21 | 510 328                   | 438 430,615 |